# Мильченко, Николай Петрович
Никола́й Петро́вич Ми́льченко (24 августа 1921, Полтавская губерния, УССР, СССР — 30 августа 2019, Москва) — советский военачальник, начальник штаба — первый заместитель командующего войсками ордена Ленина Московского округа ПВО (1971—1983), генерал-лейтенант (1972). Лауреат Государственной премии СССР (1983) и премии Правительства РФ (2012). Участник Великой Отечественной войны.

## Биография
Родился 24 августа 1921 года в селе Лютенские Будища Зеньковского уезда Полтавской губернии (ныне — Зеньковского района Полтавской области Украины). Украинец.
В 1939 году окончил среднюю школу и 5 декабря того же года был призван в Красную Армию и направлен для прохождения службы в артиллерийский полк в городе Одесса. Как имеющий среднее образование был определён в полковую школу младших командиров.
В феврале 1940 года направлен на учёбу в Севастопольское училище зенитной артиллерии. В конце 1940 года этот февральский набор перевели в Горьковское училище зенитной артиллерии в город Горький (ныне — Нижний Новгород). В июне 1941 года, по окончании училища, в звании лейтенанта был направлен для прохождения службы в город Ленинград (ныне — Санкт-Петербург) во 2-й корпус ПВО. Прибыв в 169-й зенитный артиллерийский полк (169-й зап), был назначен командиром огневого взвода 4-й батареи. Огневая позиция батареи находилась на Канонерском острове. Здесь его и застигла Великая Отечественная война.
В августе 1941 года был назначен командиром 1-й батареи 169-го зап. Огневая позиция батареи размещалась в торговом порту Ленинграда. 4 ноября 1941 года батарея под командованием лейтенанта Мильченко сбила свой первый вражеский самолет — бомбардировщик «Юнкерс-88».
Батарея отражала налёты немецкой авиации на корабли Балтийского флота и 27 апреля 1942 года была атакована группой из трех «Юнкерс-87». Расчеты батареи открыли огонь по первому самолету, и он был сбит. Два других самолета повернули обратно. За боевые действия в апреле 1942 года личный состав батареи получил благодарность от командования, а командир батареи лейтенант Н. П. Мильченко был награждён своей первой боевой наградой — медалью «За отвагу». В 1942 году вступил в ВКП(б)/КПСС.
В марте 1943 года был назначен начальником штаба 1-го дивизиона 169-го зап. В конце 1943 года войска начали подготовку к проведению операции «Нева-2» для полного освобождения Ленинграда от блокады. Дивизион под командованием Н. П. Мильченко входил в состав группы поддержки частей 109-го стрелкового корпуса.
После мощной артиллерийской подготовки, 14 января 1944 года с Приморского плацдарма началось наступление 2-й ударной армии, а 15 января с Пулковских высот — 42-й армии. За первый день операции дивизион Мильченко выпустил 1200 снарядов по наземным целям, а также был сбит самолет «Ф-190». С 15 по 19 января 1944 года дивизион уничтожил 8 минометных и 4 артиллерийские батареи. 27 января 1944 года блокада Ленинграда была снята. 169-й зенитно-артиллерийский полк с честью выполнил свои задачи по обороне Ленинграда в 1941 году, за что был награжден орденом Красного Знамени, а за успешные боевые действия по снятию блокады города полк был награжден вторым орденом Красного Знамени и получил наименование «Красносельский». В мае 1944 года полк был переформирован в 83-ю отдельную зенитную артиллерийскую Красносельскую Дважды Краснознамённую бригаду ПВО.
После снятия блокады Ленинграда служил в штабе полка, а после его переформирования — помощником начальника штаба 83-й отдельной зенитной артиллерийской Красносельской Дважды Краснознамённой бригады ПВО. В августе 1944 года был назначен старшим помощником начальника отдела боевой подготовки штаба Ленинградской армии ПВО, где служил до конца войны. За образцовое выполнение заданий командования в ноябре 1944 года капитан Н. П. Мильченко был награждён орденом Красной Звезды.
После войны окончил Артиллерийскую академию. Командовал полком, зенитно-ракетной бригадой, дивизией ПВО. Окончил Военную академию Генерального Штаба.
В 1969—1971 годах — заместитель начальника Главного штаба Войск ПВО страны — начальник Оперативного управления.
В декабре 1971 — августе 1983 года — начальник штаба — первый заместитель командующего войсками ордена Ленина Московского округа ПВО. За всю историю округа занимал эту должность дольше всех остальных начальников штаба.
В отставке с 1983 года.
После увольнения из Вооружённых Сил с февраля 1984 года работал в НИИ «Восход»: заместителем директора по специальной тематике (1984—1988), заместителем директора по вопросам социального развития института (с марта 1988 года), до последних дней жизни — консультантом службы персонала.
Скончался 30 августа 2019 года. Похоронен 3 сентября на Троекуровском кладбище.
Кандидат военных наук. Генерал-лейтенант артиллерии (06.05.1972). Генерал-лейтенант (26.04.1984).

## Награды и звания
- Орден Красного Знамени;
- Орден Отечественной войны I степени (11.03.1985)[2];
- Орден Трудового Красного Знамени;
- 2 ордена Красной Звезды (в том числе 17.11.1944[3]);
- За службу Родине в Вооружённых Силах СССР 3-й степени;
- Медали СССР;
- Медали Российской Федерации;
- Государственная премия СССР (1983) — за создание специальных средств управления;
- Премия Правительства Российской Федерации за значительный вклад в развитие Военно-воздушных сил (17 декабря 2012) — за организацию и руководство строительством и развитием Военно-воздушных сил на соответствующих командных должностях[4].